# Andrew Arthur Abbie
Andrew Arthur Abbie, también conocido como A.A. Abbie (8 de febrero de 1905-22 de julio de 1976), fue un anatomista y antropólogo australiano.

## Biografía
Nacido en Gillingham, Inglaterra, Abbie emigró a Nueva Gales del Sur, Australia, durante su juventud y en 1924 se matriculó en la Universidad de Sídney, el logro de las calificaciones en la anatomía y antropología (B.Sc., MB, BS, 1929). La universidad más tarde le concedió un MD en la anatomía en 1936 y, por dos artículos publicados en el Journal of Comparative Neurology, un doctor en Ciencias en 1941. A menudo viajó de regreso a Inglaterra, y trabajó bajo Grafton Elliot Smith en el University College de Londres. En 1934 ganó el premio Johnston Symington de la Sociedad Anatómica de Gran Bretaña e Irlanda. Se casó con Freida Ruth Heighway,  y más tarde pasó a publicar obras en el campo de la neuroanatomía, Los Principios de Anatomía (1940) y Fisiología Humana (1941). En diciembre de 1941 Abbie fue llamado para el servicio de tiempo completo en las Fuerzas Militares de Australia, seleccionado para el entrenamiento en la Escuela de Guerra Química Fisiología de la Universidad de Melbourne. Se formó al personal médico en los métodos de tratamiento de los heridos de guerra química. En 1950, Abbie se interesó por las características anatómicas y fenotípicas de los aborígenes australianos, que conduce expediciones a través de Australia para recoger datos antropomórfico que constituyó la base de su libro, Los australianos originales (1969). Abbie había sido presidente de la Sociedad Antropológica de Australia del Sur (1948 y 1959) y publicado más de 120 artículos científicos. Se retiró en 1970.